# Da quando Otar è partito
Da quando Otar è partito è un film del 2003 diretto da Julie Bertuccelli, presentato al 56º Festival di Cannes nella sezione Settimana internazionale della critica.

## Riconoscimenti
- Festival di Cannes 2003: Grand Prix Semaine de la Critique, Prix le Rail d'Or
- Premi César 2004: miglior opera prima
- Premi Lumière 2004: migliore sceneggiatura
- Viennale 2003: Menzione d'onore del Premio FIPRESCI